# Stafford Slick
Stafford Slick (* 4. Januar 1985 in Andover, Minnesota) ist ein US-amerikanischer Beachvolleyballspieler.

## Karriere
Stafford Slick spielte seit 2009 auf der AVP Tour und anderen US-amerikanischen Turnieren. International war er seit 2010 auf der NORCECA Tour und seit 2013 auf der FIVB World Tour aktiv. 2015 spielte Slick an der Seite von Olympiasieger Todd Rogers, mit dem er bei den Fuzhou Open Platz vier belegte. Nachdem Sean Rosenthals Partner Phil Dalhausser verletzungsbedingt ausfiel, bildeten Slick und Rosenthal für drei Turniere auf der FIVB Tour ein Team. 2016 spielte Slick an der Seite von Mark Burik auf der World Tour und mit verschiedenen Partnern auf der AVP-Tour. 2017 war Billy Allen sein Partner, mit dem er das AVP Open Turnier in Seattle gewann. Mit Casey Patterson wurde Slick 2018 Dritter beim FIVB 3-Sterne-Turnier in Tokio. 2019 und 2020 bildete Slick erneut ein Duo mit Billy Allen. Die beiden US-Amerikaner erreichten Platz drei beim FIVB 3-Sterne-Turnier in Sydney und qualifizierten sich für die Weltmeisterschaft in Hamburg, bei der sie Platz neun erreichten.

## Privates
Stafford Slick ist mit Julie Slick verheiratet.